# Xuân Quang 1
Xuân Quang 1 là một xã thuộc huyện Đồng Xuân, tỉnh Phú Yên, Việt Nam.
Xã Xuân Quang 1 có diện tích 111,60 km², dân số năm 1999 là 4.264 người, mật độ dân số đạt 38 người/km².
Xã được chia thành 5 thôn: Suối Cối 1, Suối Cối 2, Kỳ Lộ, Đồng Hội, Phú Tâm.